# Shawn Morton-Boutin
Shawn Morton-Boutin (né le 8 février 1990 à Val-d'Or, dans la province de Québec au Canada) est un joueur canadien de hockey sur glace.

## Carrière de joueur
Il commence sa carrière en 2006 avec les Foreurs de Val-d'Or dans la LHJMQ.

## Statistiques
| Saison    | Équipe              | Ligue |    | Saison régulière | Saison régulière | Saison régulière | Saison régulière | Saison régulière |   | Séries éliminatoires | Séries éliminatoires | Séries éliminatoires | Séries éliminatoires | Séries éliminatoires |
| Saison    | Équipe              | Ligue | PJ | B                | A                | Pts              | Pun              | PJ               | B | A                    | Pts                  | Pun                  |                      |                      |
| 2006-2007 | Foreurs de Val-d'Or | LHJMQ | 56 | 0                | 11               | 11               | 44               | 3                | 0 | 0                    | 0                    | 0                    |                      |                      |
| 2007-2008 | Foreurs de Val-d'Or | LHJMQ | 70 | 5                | 11               | 16               | 55               | 3                | 0 | 1                    | 1                    | 2                    |                      |                      |
| 2008-2009 | Foreurs de Val-d'Or | LHJMQ | 51 | 2                | 14               | 16               | 58               | -                | - | -                    | -                    | -                    |                      |                      |
| 2009-2010 | Foreurs de Val-d'Or | LHJMQ | 61 | 3                | 13               | 16               | 115              | 6                | 0 | 4                    | 4                    | 6                    |                      |                      |
| 2010-2011 | Foreurs de Val-d'Or | LHJMQ | 48 | 6                | 13               | 19               | 52               | 4                | 0 | 2                    | 2                    | 2                    |                      |                      |